# Ravi Kumar
Ravi Kumar Dahiya (ur. 12 grudnia 1997) – indyjski zapaśnik walczący w stylu wolnym. Srebrny medalista olimpijski z Tokio 2020 w kategorii 57 kg. 
Brązowy medalista mistrzostw świata w 2019. Mistrz Azji w 2020, 2021 i 2022. Wygrał igrzyska wspólnoty narodów w 2022. Osiemnasty w indywidualnym Pucharze Świata w 2020. Wicemistrz świata juniorów w 2015 i U-23 w 2018 roku.